# اشلینگ لافتوس
اَشلینگ لافتوس (انگلیسی: Aisling Loftus؛ زادهٔ ۱ سپتامبر ۱۹۹۰) بازیگر اهل بریتانیا است. وی از سال ۲۰۰۰ میلادی تاکنون مشغول فعالیت بوده‌است.
از فیلم‌ها یا برنامه‌های تلویزیونی که وی در آن نقش داشته است، می‌توان به مرگ یک ابرقهرمان، جنگ و صلح، غرور و تعصب و زامبی‌ها، این انگلستان است و آقای سلفریج اشاره کرد.